# Хороший і дружній
Хороший і дружній (англ. Nice and Friendly) — американська короткометражка режисера Чарльза Чапліна 1922 року.

## Сюжет
Історія про дороге намисто Леді Маунтбеттон, до якого ласі багато злодюжок самого різного калібру, і який взявся захищати сам Чарлі, орудуючи при цьому своїм грізним дерев'яним молотком.

## У ролях
- Чарльз Чаплін — бродяга
- Джекі Куган — хлопчик
- Едвіна Маунтбеттен — героїня
- Луїс Маунтбеттен — герой
- Евлалія Нілсон
- Фредерік Нілсон
- Сара Пелл
- Стефен Пелл
- Роберт М. Томпсон